# Der Herr der Ringe: Die Schlacht beginnt
Der Herr der Ringe: Die Schlacht beginnt ist ein Strategiespiel mit Aufbauelementen von NetEase Games und Warner Bros. Interactive für Mobilgeräte aus dem Jahr 2021. Das Spiel basiert auf dem Fantasy-Roman Der Herr der Ringe von J. R. R. Tolkien sowie dessen Filmadaption von Peter Jackson, die in der fiktiven Welt Mittelerde spielen. Das Spiel ist kostenfrei spielbar und finanziert sich durch Mikrotransaktionen.
In „Kampagnen“ genannten Szenarien von je zwei Monaten Dauer versucht der Spieler mit der Fraktion seiner Wahl die Kontrolle über möglichst viele Regionen Mittelerdes zu erlangen, indem er den Stützpunkt der jeweiligen Region erobert.

## Spielprinzip
Der Spieler wählt eine Fraktion aus mehreren Völkern Mittelerdes mit individuellen Fähigkeiten und je einer  Spezialeinheit. Die spielbaren Fraktionen umfassen Lindon, Arnor, Lothlórien, Erebor, Rohan, Gondor, Mordor, Angmar, Gundabad, Rhûn, Isengart und Variags. Der Spieler beginnt das Spiel an seiner Basis in einer von drei von seiner Fraktion kontrollierten Regionen. Im Spielverlauf werden die Basis ausgebaut und mit dem Kommandanten weitere Felder eingenommen. Jedes Feld hat einen eigenen Schwierigkeitsgrad und belohnt den besetzenden Spieler mit einer vom Schwierigkeitsgrad abhängigen Anzahl an Machtpunkten und Ressourcen pro Stunde. Machtpunkte werden in neue und verbesserte Fähigkeiten investiert, während mit Begabungspunkten Kommandanten verbessert werden.
Zu Spielbeginn verfügt der Spieler über einen Kommandanten. Mit „Mathomkisten“ genannten Lootboxen kann er weitere erhalten. Alle Kommandanten sind Charaktere aus Tolkiens Welt. Sie unterscheiden sich durch ihre Fähigkeiten und ihren Stärke-, Fokus- und Geschwindigkeitswert. Jeder Kommandant spielt sich anders, so hat Théoden beispielsweise Fähigkeiten für berittene Einheiten. Die Stufe eines Kommandanten kann bis auf Level 50 ansteigen, wobei der Spieler für jeden Anstieg einen Fähigkeitspunkt erhält. Mathomkisten können auch Ausrüstung für Kommandanten enthalten. Diese erhöht dessen Werte und bietet weitere Boni. Der Seltenheitsgrad eines Ausrüstungsgegenstandes wird durch die Schriftfarbe des Namens angezeigt (grün, blau, lila, gold). Goldene Ausrüstung ist dabei am seltensten und bietet die meisten Vorteile. Auch Ausrüstungsstücke stammen aus Tolkiens Welt wieder, wie das „Speer der Riddermark“.
In Gefährtengruppen oder Kriegbünden können sich bis zu 100 Spieler gegenseitig beim Basisaufbau unterstützen und zusammen gegen andere Fraktionen antreten. Neben den fraktionsspezifischen Spezialeinheiten können durch Ausbau der Gebäude in der Basis und abhängig von der gespielten Kampagne verschiedene andere Einheiten rekrutiert werden. Auf der Karte der Spielwelt eingezeichnete Lager können vom Spieler besetzt werden, um deren Einheiten unter den eigenen Truppen kämpfen zu lassen, so lassen sich im Fangorn-Wald beispielsweise Ents rekrutieren.
Die Kampagne Der Ringkrieg greift die Ereignisse des Herrn der Ringe auf, in der der Gefährtenbund durch Mittelerde reist. Das Ziel von Spielern der guten Seite ist den Ringträger zu unterstützen, das Ziel der bösen Seite ist es, ihn aufzuhalten. Die Fraktionen Lindon, Arnor, Angmar und Varaigs stehen in dieser Kampagne nicht zur Verfügung und nur Spieler der jeweils verfeindeten Seite können angegriffen werden. In der Kampagne Wiederherstellung des Ruhms haben Spieler die Zusatzaufgabe, die Stützpunkte ihrer Fraktion zu verbessern und erhalten dafür zusätzliche Stärkungen. In der Kampagne Taktik weiterentwickelt kann mit stärkeren Truppen gekämpft werden.
| Name       | Hauptstadt          | Spezialeinheit         | Bonus                                                           |
| ---------- | ------------------- | ---------------------- | --------------------------------------------------------------- |
| Lindon     | Die Grauen Anfurten | Noldor-Langschütze     | Höhere Korn- und Getreideproduktion                             |
| Arnor      | Annûminas           | Waldläufer des Nordens | Geringere Baukosten                                             |
| Lothlórien | Caras Galathorn     | Grenzwache             | Schnellere Heilung von Verletzten                               |
| Angmar     | Carn Dûm            | Gefallene              | Weniger tote Truppen, dafür mehr Verletzte                      |
| Gundabad   | Gundabad            | Kriegsherr             | Höhere Lagerkapazität                                           |
| Erebor     | Der Einsame Berg    | Eisenkrieger           | Schnellere Ausbildung von Zwergen                               |
| Rhûn       | Kineland            | Streitwagen            | Erhöhter Schaden in Wüstenregionen                              |
| Isengart   | Orthanc             | Snaga-Thrak            | Weniger Kosten für Soldaten                                     |
| Rohan      | Edoras              | Marschall              | Erhöhte Beweglichkeit von Armeen                                |
| Gondor     | Minas Tirith        | Schwanenritter         | Höherer Ertrag an Steinen und Erzen                             |
| Mordor     | Barad-dûr           | Verwüster              | Schnellere Regeneration von Begabungspunkten                    |
| Variags    | Mad Ortogh          | Meister                | Mehr Erfahrungspunkte aus Kämpfen gegen Nicht-Spieler-Einheiten |

## Entwicklung
Das Spiel wurde am 15. Juni 2020 von Warner Bros. Games und NetEase angekündigt.

## Rezeption
Im App Store weist das Spiel eine durchschnittliche Nutzerbewertung von 4,5 von 5 Sternen auf. One Chilled Gamer schrieb, dass das Spiel „ein sehr einzigartiges Strategiespiel“ sei. Die taktischen Elemente des Spiels und die PvP-Mechaniken, die es erlauben, dass sich mehrere hundert Spieler messen, wurden gelobt. Das Spiel bekam eine Bewertung von 4,5 von 5 Punkten. AppAdvice lobte die taktische Tiefe des Spiels sowie die grafische Gestaltung, kritisierte jedoch die Langsamkeit mancher Armeen sowie den langwierigen Spielfortschritt.